# Achim Stadler
Achim Stadler (* 27. August 1961 in Speyer; † 6. Juli 2022 in Mannheim) war ein deutscher Radrennfahrer.

## Sportliche Laufbahn
Achim Stadler war in den 1980er Jahren im Radsport aktiv. Er startete für den RC Chio 1955 Mannheim. 1980 gewann er Rund um Köln bei den Amateuren. Im Jahr darauf wurde er mit Werner Stauff, Thomas Freienstein, Werner Wüller deutscher Meister im Mannschaftszeitfahren, und 1984 gewann er die sechste Etappe der Internationalen Friedensfahrt. Ebenfalls 1984 startete er bei den Olympischen Spielen in Los Angeles und belegte im Straßenrennen Rang 36. 1982 und 1985 gewann er das Rennen Rund um Köln-Longerich (später Cologne Classic). 1985 startete er mit Peter Gänsler, Christian Henn und Remig Stumpf im Mannschaftszeitfahren bei den UCI-Straßen-Weltmeisterschaften 1985. 
Nach seiner aktiven Rennfahrerzeit eröffnete Stadler ein Fahrradgeschäft in Weinheim. Er engagierte sich weiterhin im Radsport als Organisator und Funktionär. 2004 wurde er deutscher Senioren-Meister im Straßenrennen. Er starb im Juli 2022 im Alter von 60 Jahren nach kurzer Krankheit.

## Aufstellung von Erfolgen
1980
- Rund um Köln

1981 
- Deutscher Meister – Mannschaftszeitfahren (mit Werner Stauff, Thomas Freienstein, Werner Wüller)

1984
- 6. Etappe der Friedensfahrt

2004
- Deutscher Senioren-Meister – Straßenrennen